# Znásilňování chapadlem

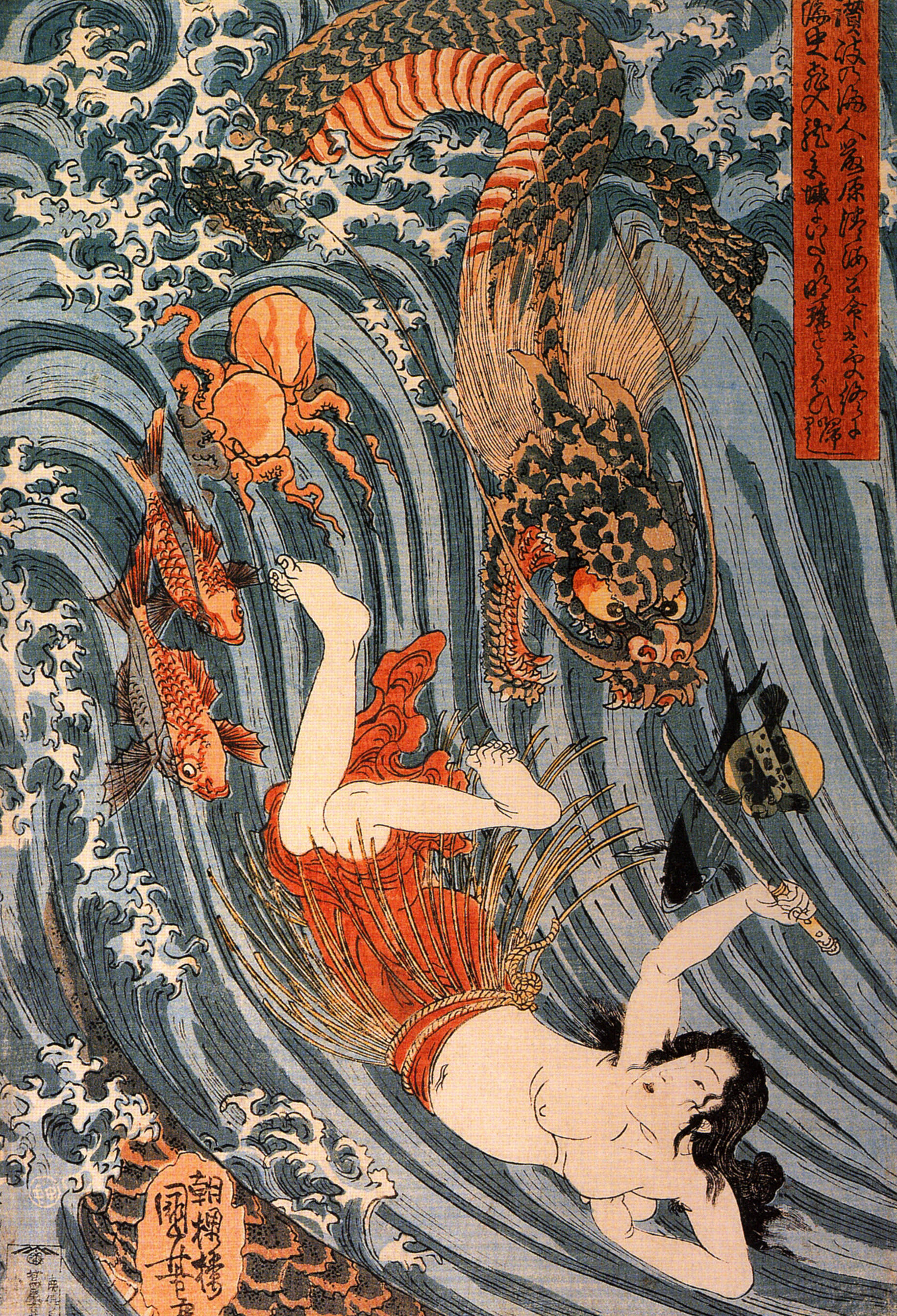
Utagawa Kunijoši: Tamatori odcizila šperk Dračího Krále a nyní je za to potrestána

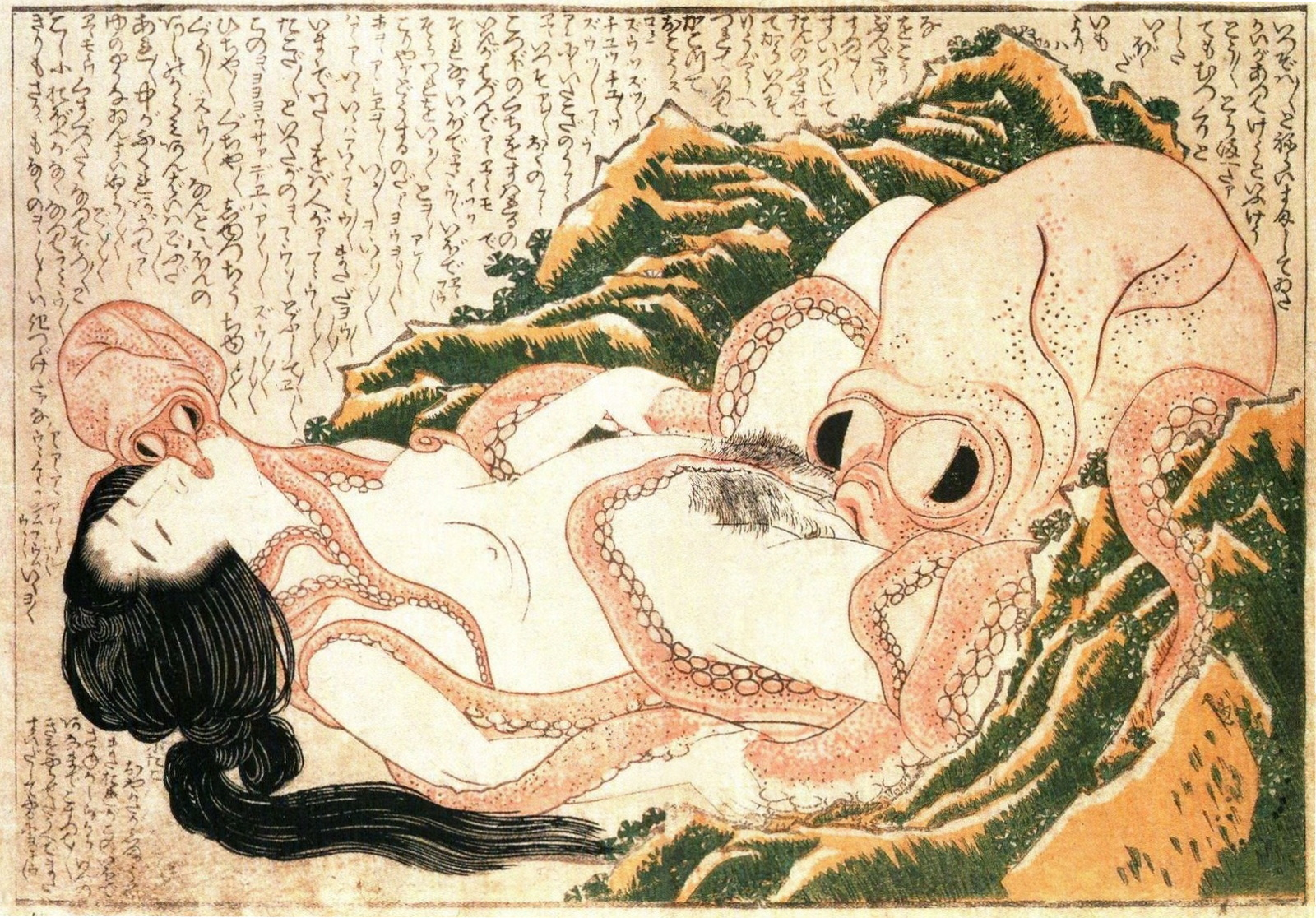
Sen rybářovy ženy (Hokusai, 1814)

Znásilňování chapadlem (japonsky: 触手強姦, šokušu gókan) je námět, který se může nacházet v některých hororových hentai titulech, kde nejrůznější chapadlovité kreatury (obvykle fiktivní monstra) znásilňují nebo nějak pronikají do ženy, antropomorfní bytosti nebo futanari (ženy s pohlavním znakem muže). Žánr je populární v japonském erotickém průmyslu a také je terčem mnoha parodií.

## Kultura
Manga s názvem Urocukidódži (1986) od Tošio Maedy se dá považovat za moderní příklad chapadlového porna, kde se také zdůrazňuje sexuální násilí. Maeda vysvětluje, že vymyslel způsob, jak obejít normy japonské cenzury (je zakázáno zobrazovat ochlupení a penisy), ale už se nikde nezakazuje zobrazování sexuálních styků s chapadly, s roboty, apod.

## Media
Tento žánr je zobrazován v následujících filmových dílech
- Alien from the Darkness a Advancer Tina – filmy typu hentai o ženských dobrodružkách, bojující s chapadlovitými vetřelci
- První bakunyuu díly Sexy Sailor Soldiers, ve kterých jsou ženy znásilněny chapadlovitými monstry.
- Blood Royal Princess – hentai o pirátovi, který umí ovládat chobotnici k tomu, aby znásilnila dvě princezny, které jsou následně trénovány, aby se staly sexuálními otroky.
- La Blue Girl je nechvalně proslulé hentai, které bylo odmítnuto britskou BBFC (British Board of Film Classification).
- Injukyoshi ("Obscene Beast Teacher") či Angel of Darkness – Čtyřdílná hentai série, později adoptovaná do hraného filmu.

Znásilňování chapadlem bylo také předmětem parodie:
- Skeč v Robot Chicken, epizoda "Love, Maurice". Chapadlovité monstrum zavolá školačku a zeptá se jí, jestli s ním půjde do kina, ale ona odmítne.
- Firma Mnemosyne LLC uvedla na trh hroznově ochucený nápoj nazvaný 'Tentacle Grape' (tentacle znamená chapadlo, grape anglicky znamená hrozno, což je podobné s rape (znásilnění))

Znásilňování chapadlem se objevilo i v jednom hraném filmu, Galaxy of Terror (1981), ve kterém postava Dameia (Taaffe O'Connell) byla znásilněna velkým zeleným červem.